# Памятник борцам революции 1905 года (Саратов)
Памятник борцам революции 1905 года — гранитная скульптура авторства Б. Д. Королёва, установленная в 1925 году в Саратове на Площади 1905 года в память о жертвах среди участников митинга рабочих, разогнанного солдатами и казаками. Объект культурного наследия федерального значения.

## История
16 (29) декабря 1905 года состоялся митинг, инициированный городским советом рабочих депутатов. Около двух тысяч человек (при численности населения в городе ок. 140 тыс.) собрались на Институтской площади на окраине города. Городские власти окружили митинг войсками, в ответ на призывы разойтись из толпы раздались выстрелы, казаки стреляли в ответ, и в результате митинга погибли 15 человек, несколько десятков были ранены. 7 ноября 1923 года было принято решение переименовать площадь и установить памятник. В конкурсе победил проект рабочего-формовщика И. И. Леонова, доработанный Б. Д. Королёвым, профинансирован за счёт средств, собранных партийными, профсоюзными и общественными организациями. Строительство проходило в том числе методом коммунистических субботников. Гранит добыт в Швеции и Запорожье. Памятник заложен 1 мая 1924 года и открыт 20 декабря 1925.

## Описание
Памятник состоит из скульптуры рабочего с опущенным молотом и 4 барельефов, установленных на 4 сторонах постамента (высотой 7,5 м). Постамент гранитный, высокий, ступенчатый, квадратный в плане. По сторонам постамента барельефы, посвящённые революции 1905 года, революции 1917 года и событиям 1925 года (год установки памятника). Также вокруг скульптуры установлены 8 каменных плит с надписями.

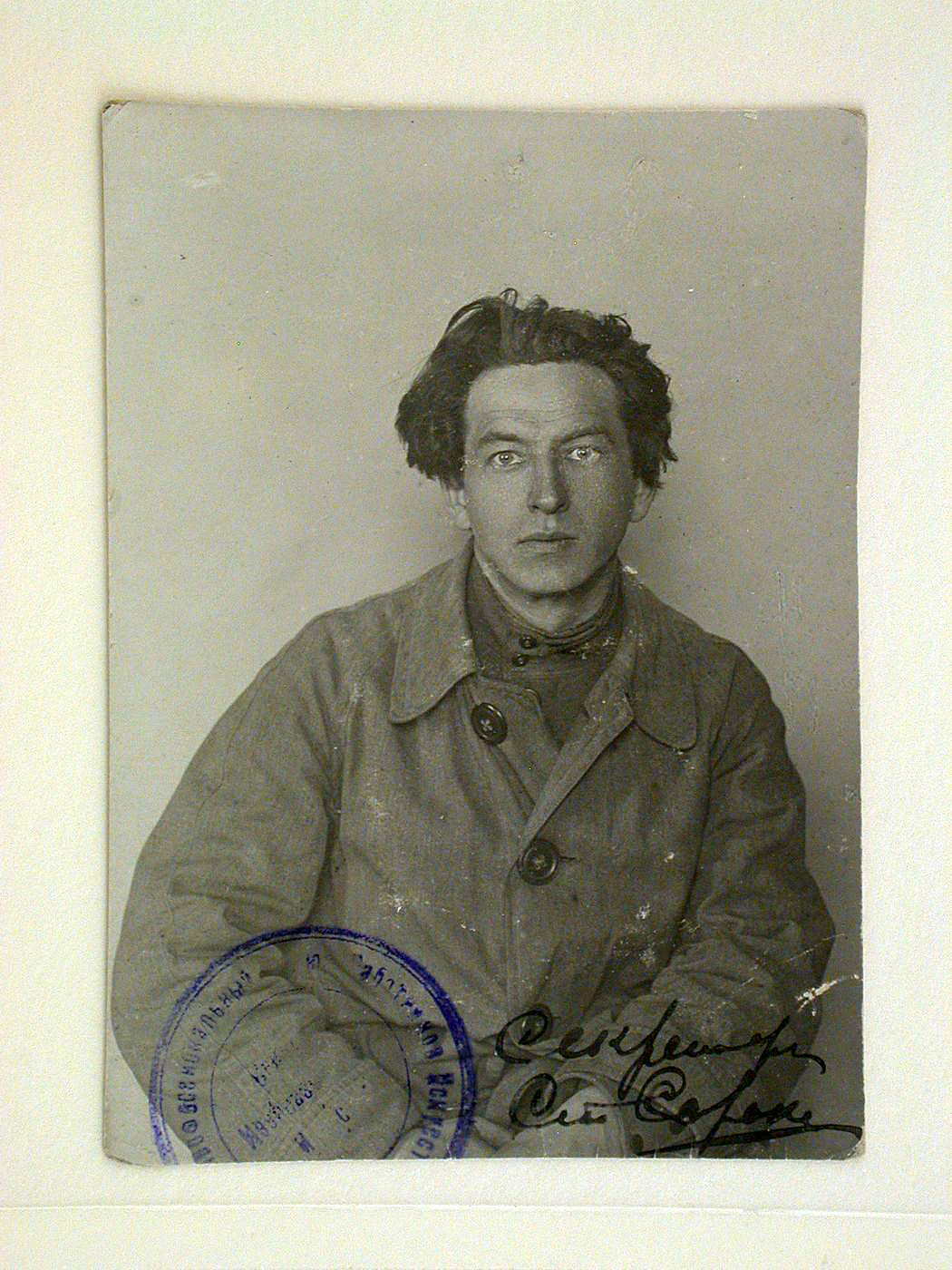
Скульптор Борис Королев

Высота памятника 11,9 метра (18 аршин), высота статуи 4,4 метра.
Сложное построение постамента, занимающего ⅔ памятника, символизирует революцию, а фигура основной движущей силы, пролетариата, лишь увенчивает её. Таким образом, постамент становится не менее значительной частью памятника, чем фигура, солирующим мотивом вынесенная из обезличенных мощных форм и масс.
Вокруг памятника разбит парк, из оригинальных посадок сохранились два крупных дуба.

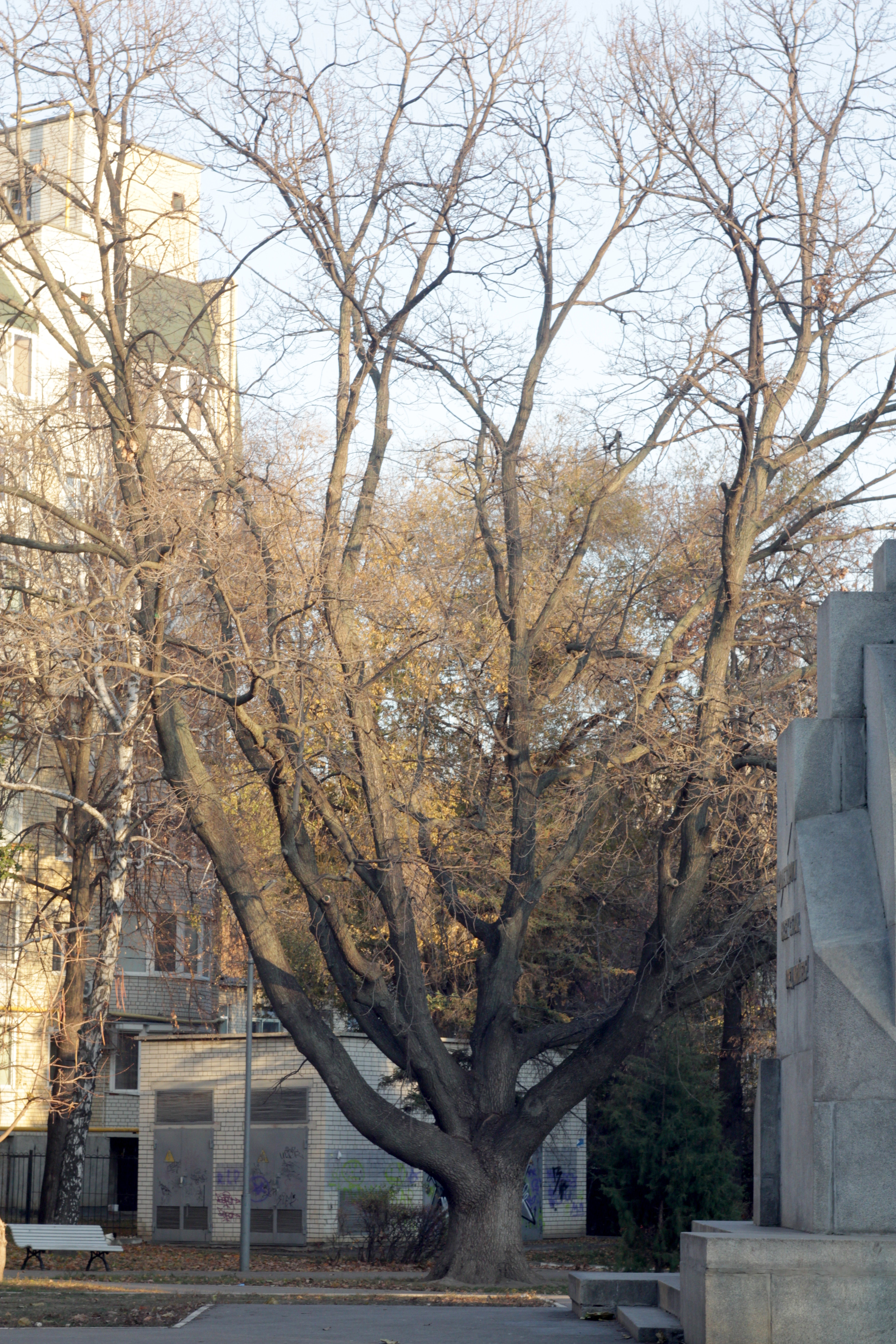
Один из старых дубов у памятника

## Барельефы

Памятник борцам революции 1905 года вид спереди
Левая сторона, посвящённая событиям 1905 года.
Правая сторона, посвящённая 1925 году.
Обратная сторона, посвящённая событиям 1917 года

## Памятные плиты

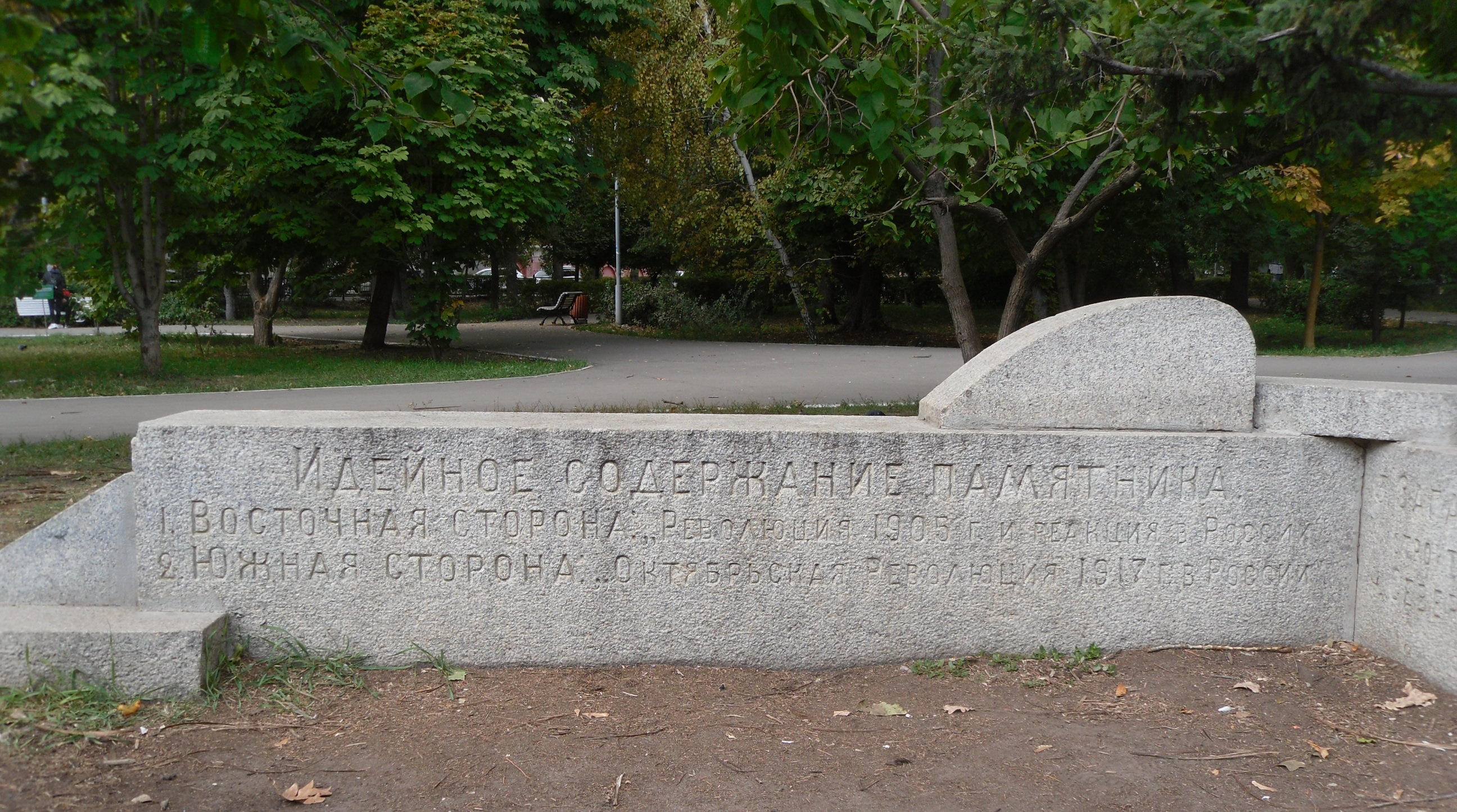
Плита 1
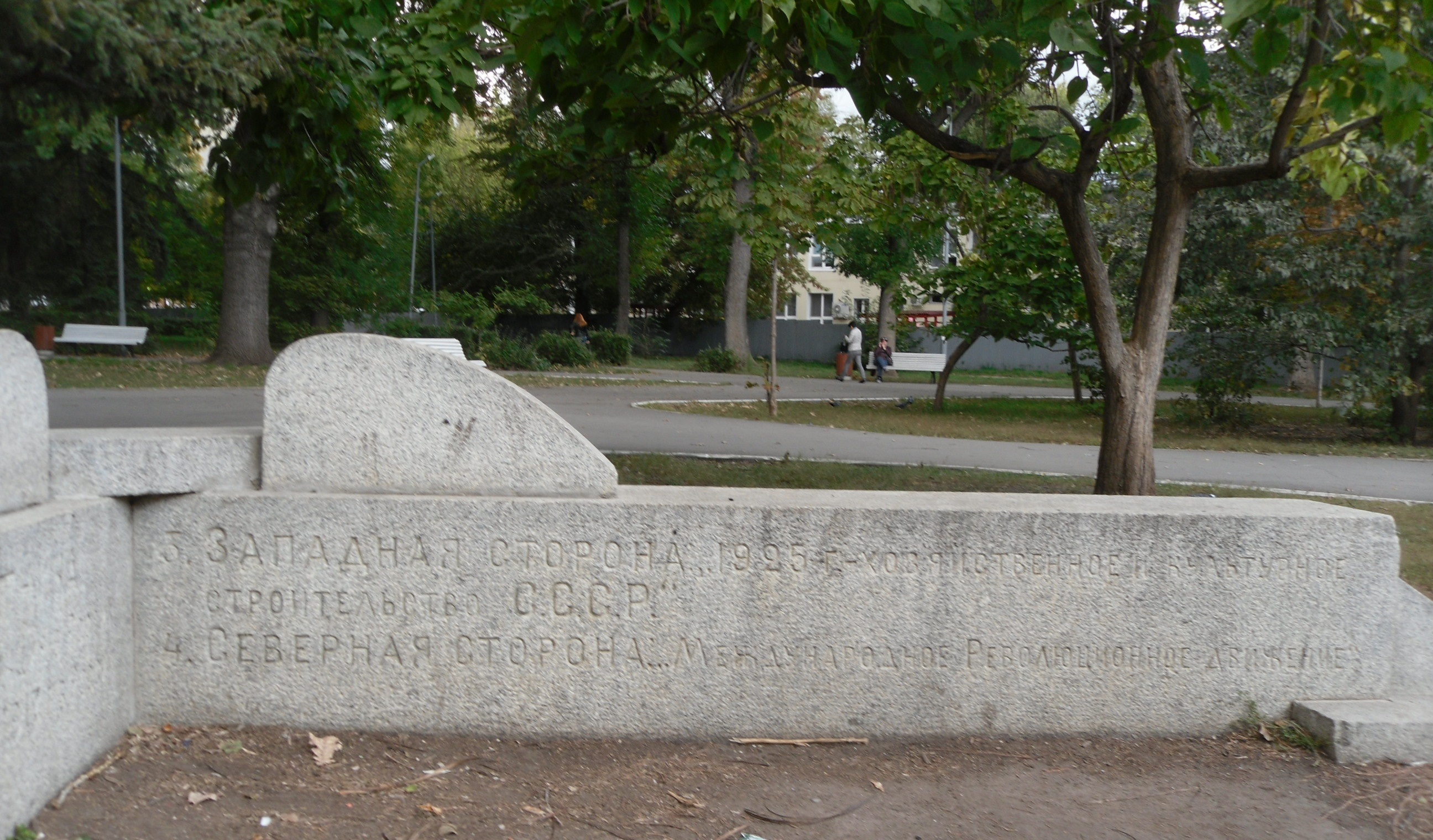
Плита 2
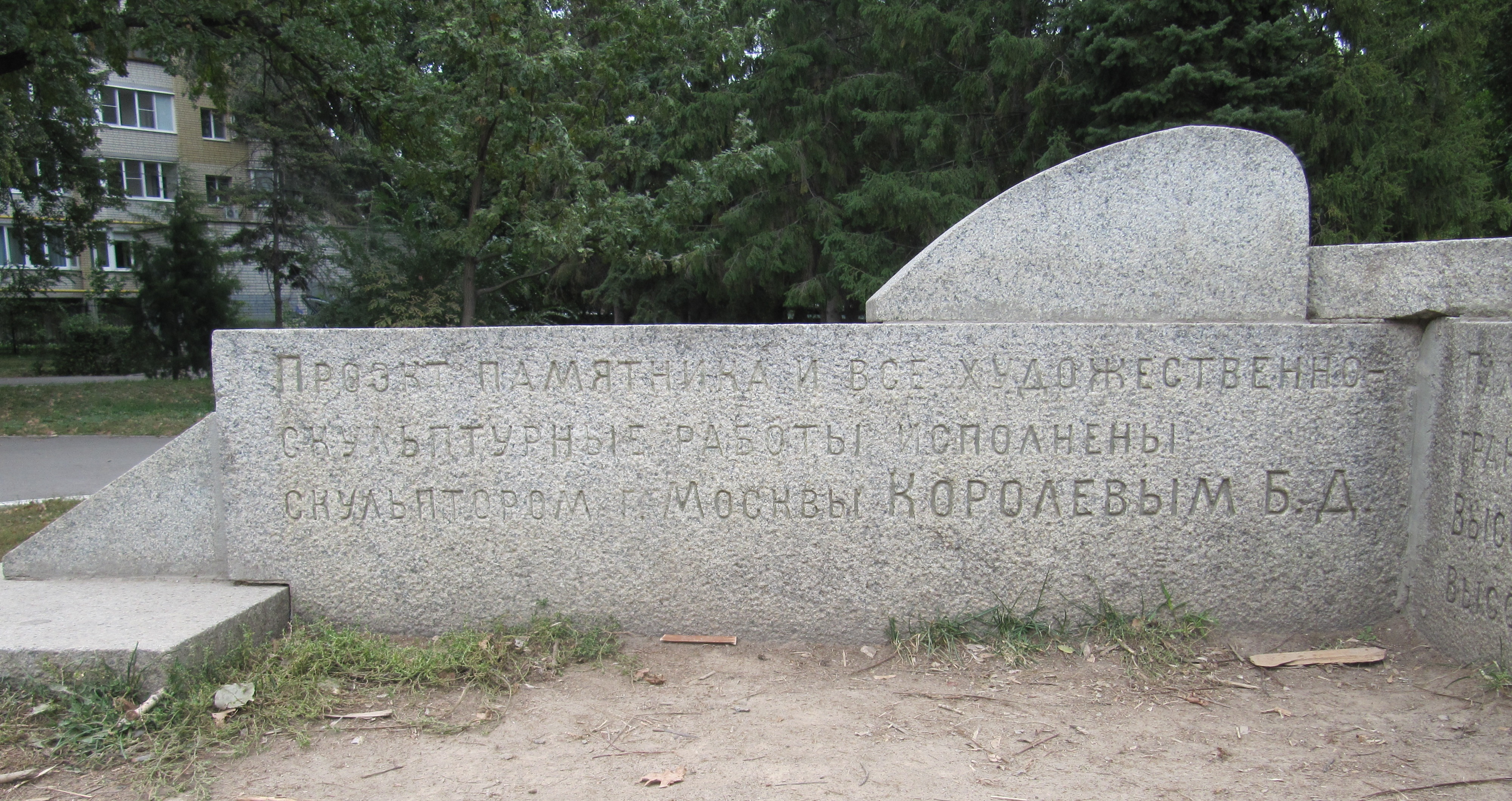
Плита 3
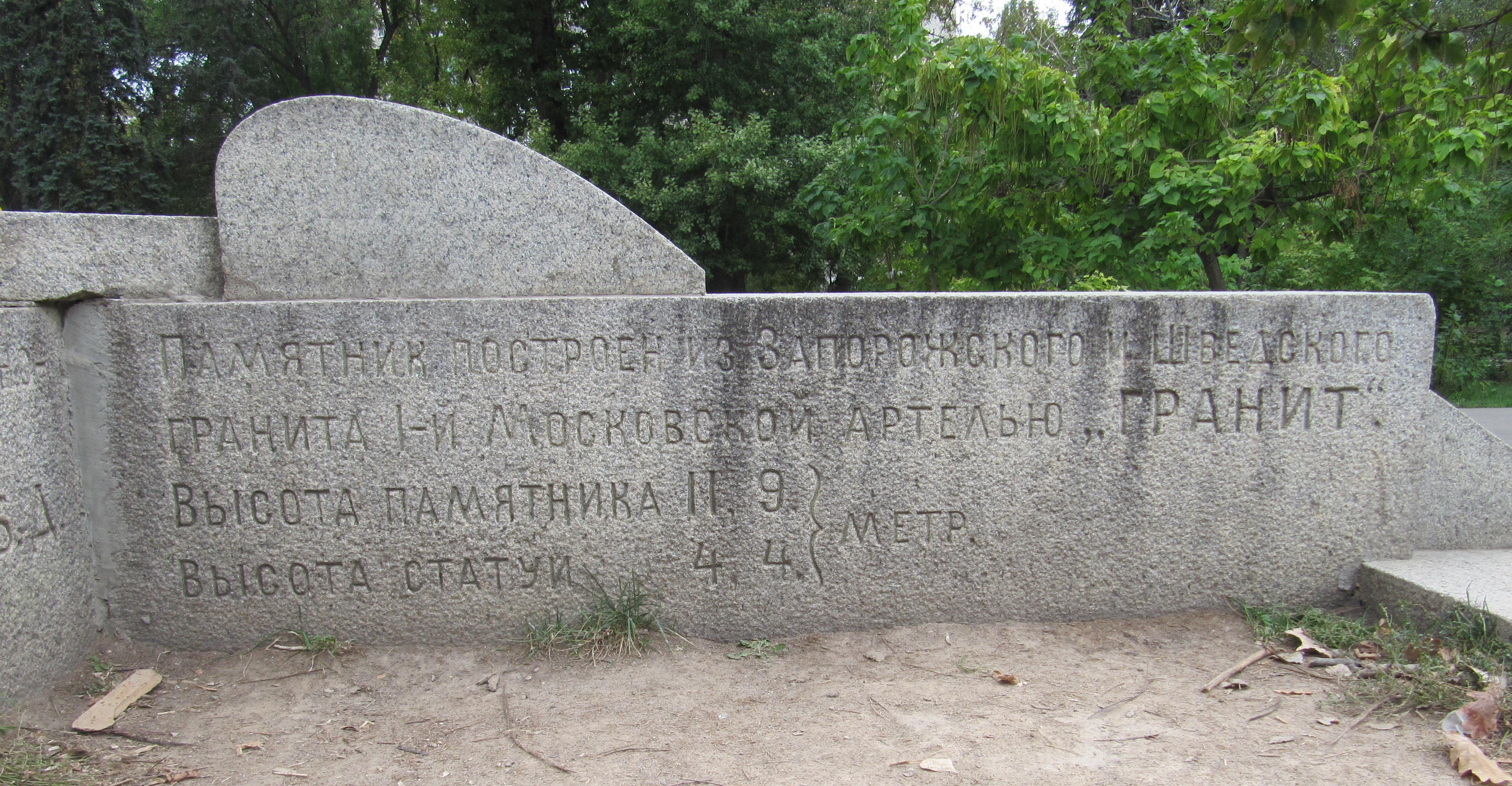
Плита 4
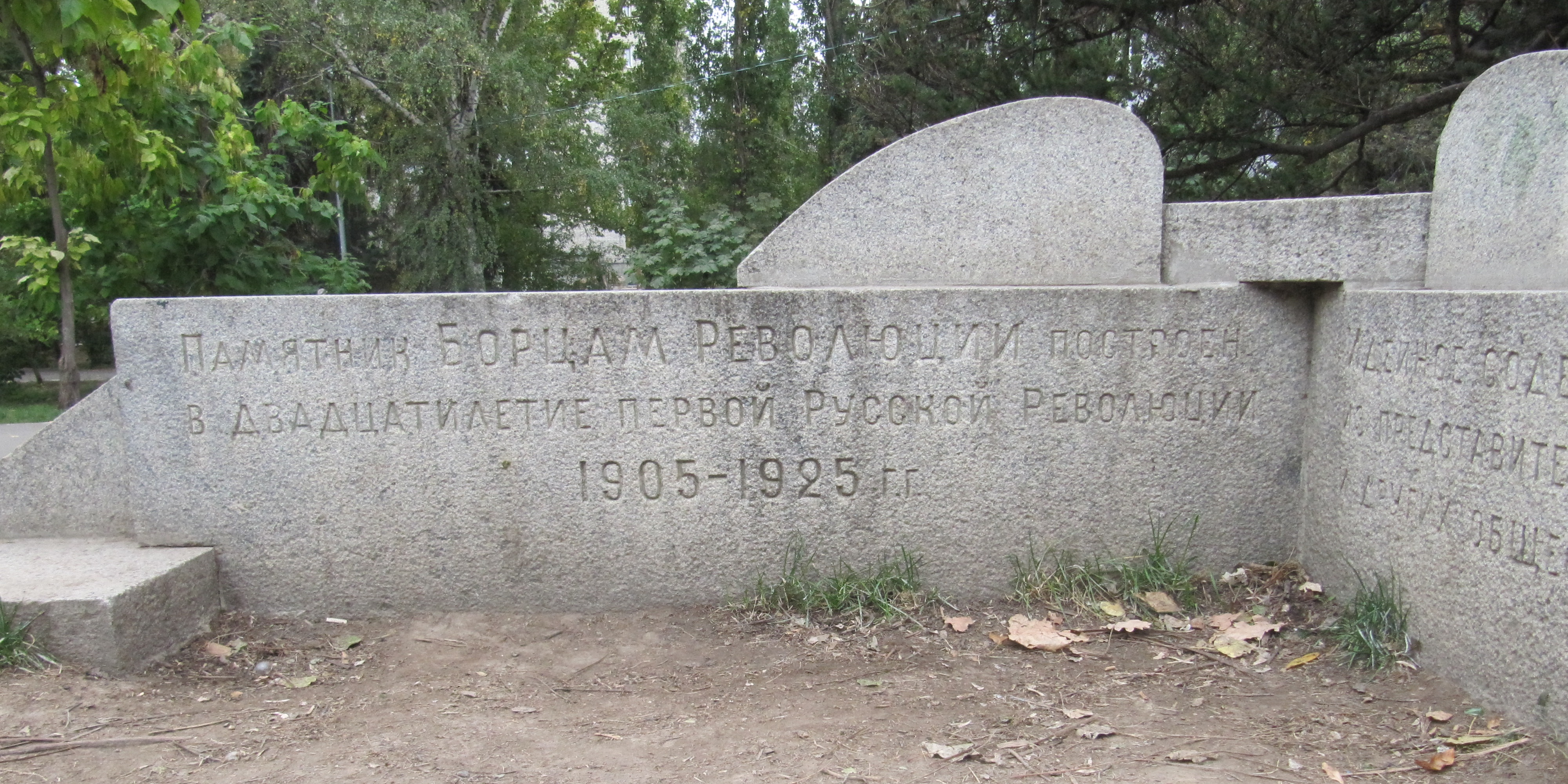
Плита 5
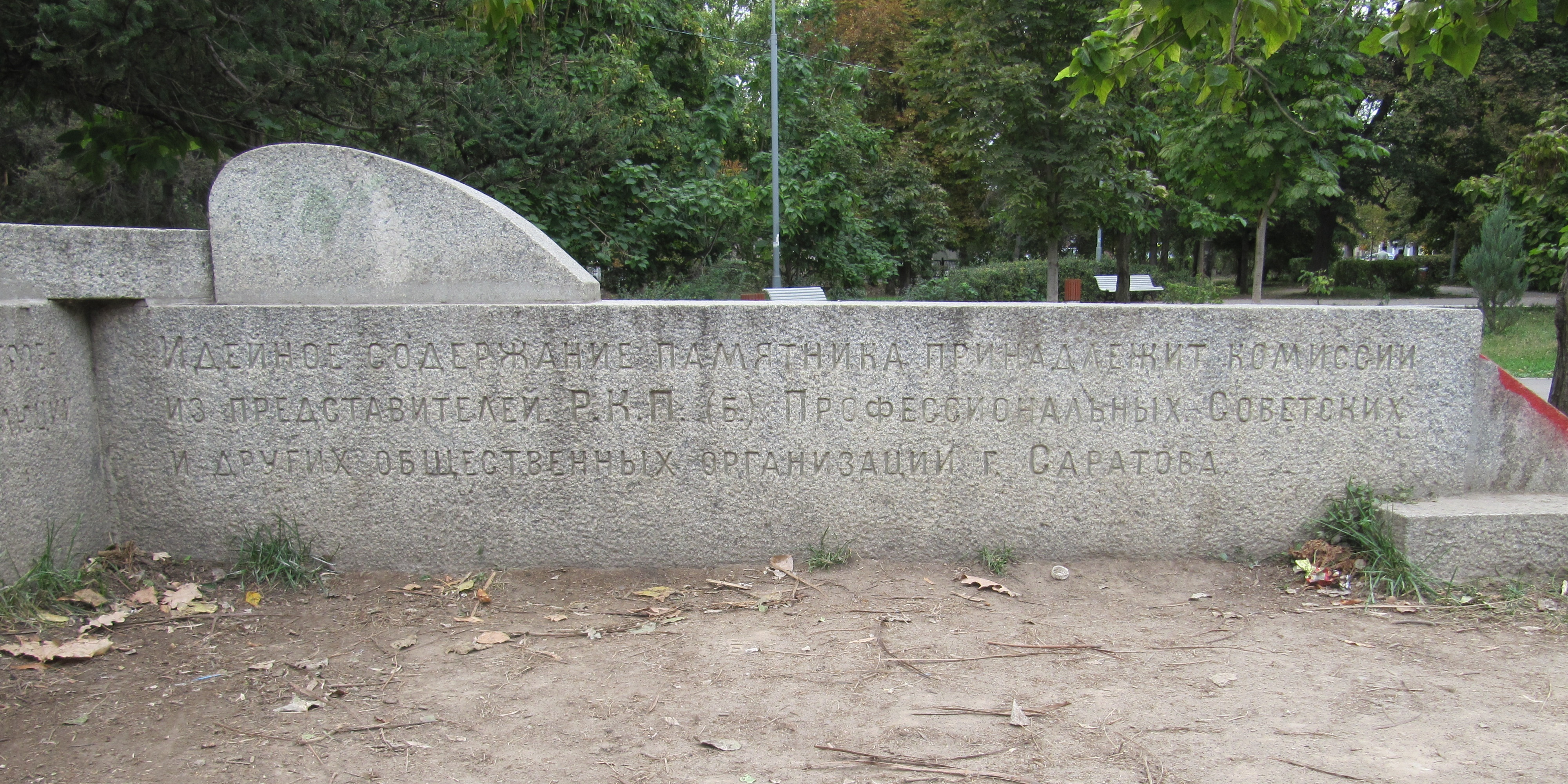
Плита 6
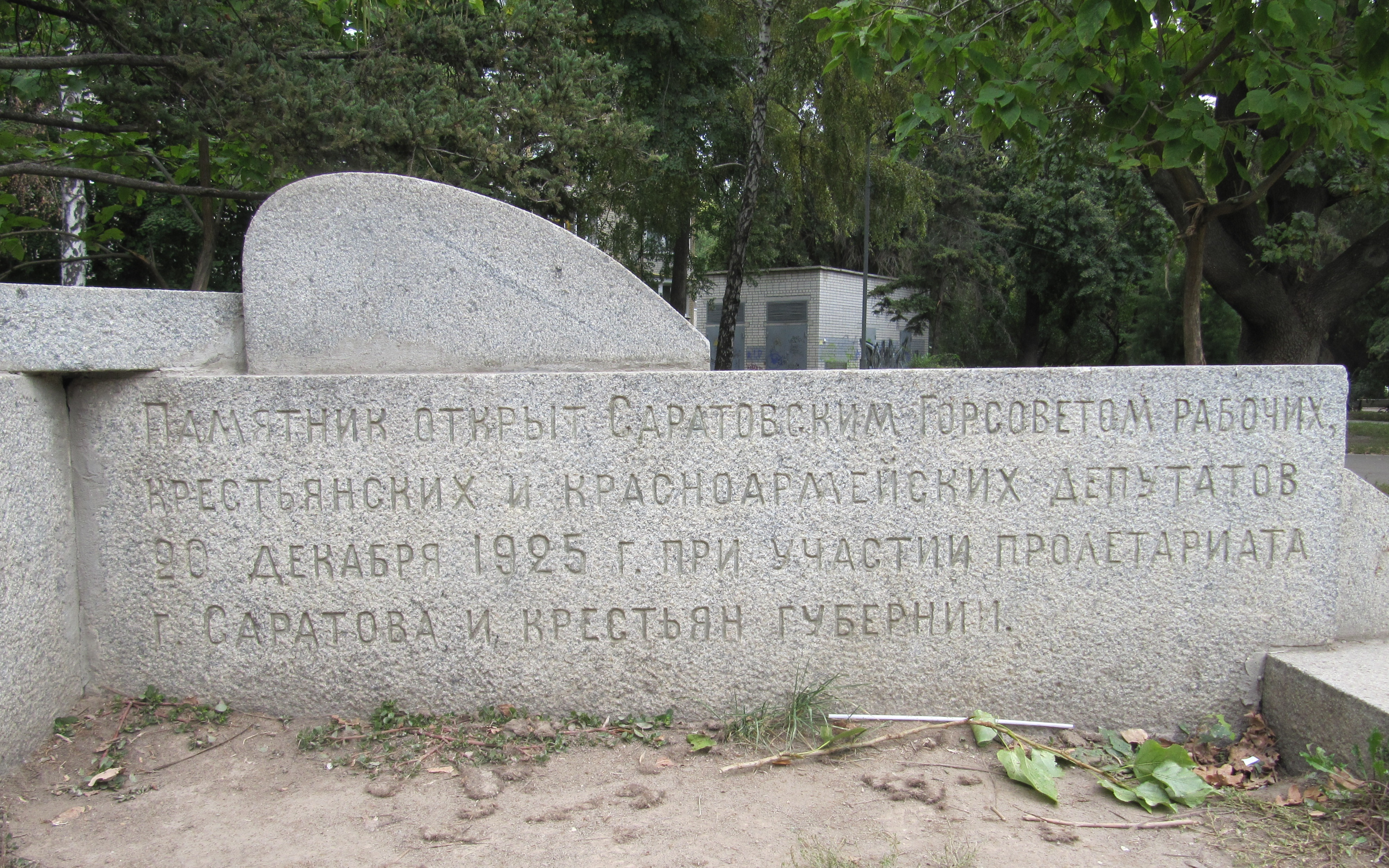
Плита 7
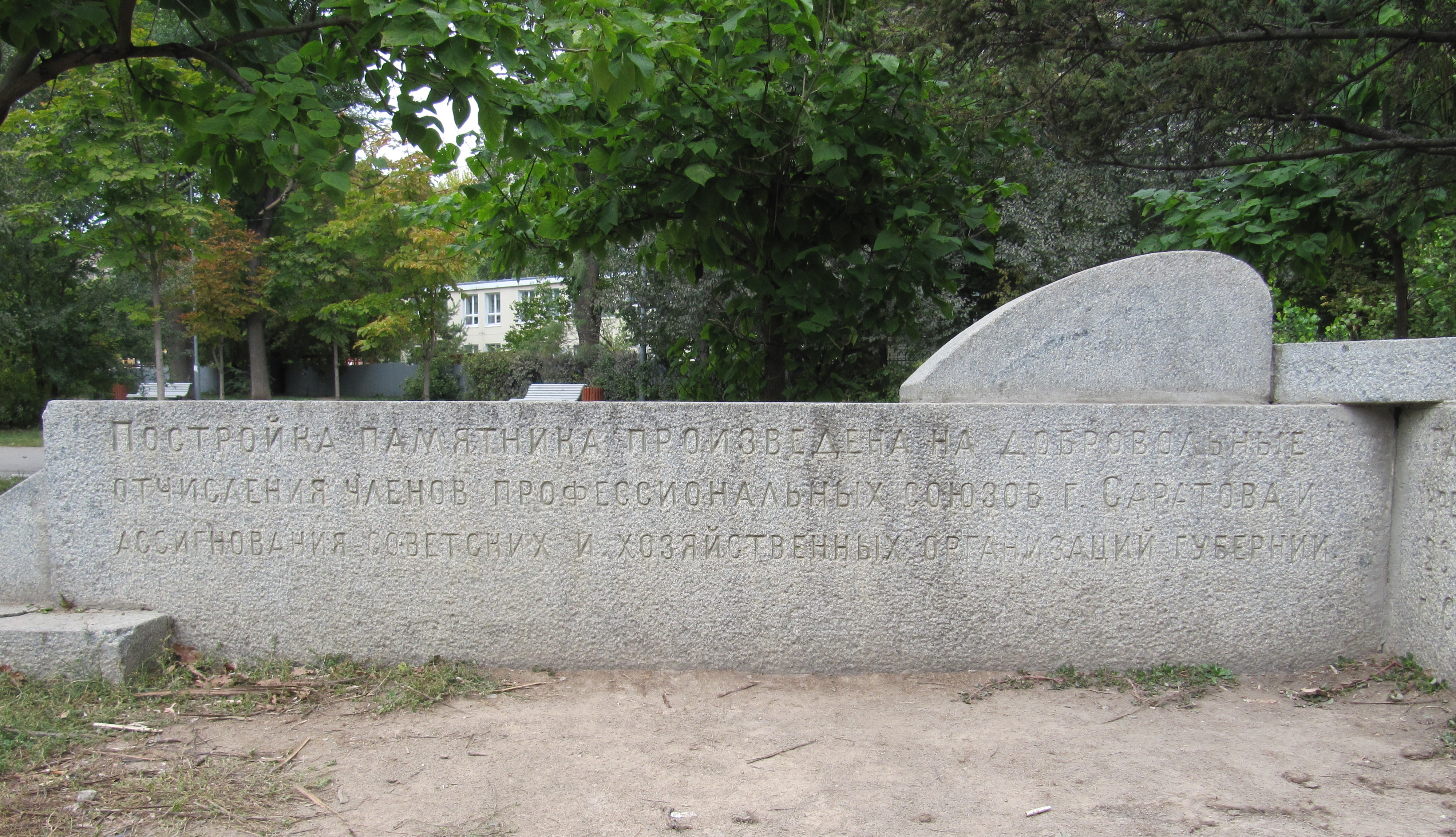
Плита 8